# Швабський Гмюнд
Швабський Гмюнд (нім. Schwäbisch Gmünd) — місто в Німеччині, знаходиться в землі Баден-Вюртемберг. Підпорядковується адміністративному округу Штутгарт. Входить до складу району Східний Альб.
Площа — 113,78 км2. Населення становить 61 216 ос. (станом на 31 грудня 2020).